# Шлапак Алла Василівна
Алла Василівна Шлапа́к (нар. 13 лютого 1976, Ананьїв) — українська політична і громадська діячка, депутатка Київської міської ради V—VI, VIII скликань, з 2006 року голова постійної комісії Київради з питань гуманітарної політики. Співголова фракції Блоку Леоніда Черновецького (2006—2011). Станом на 2023 р. членкиня депутатської фракції «Всеукраїнське об’єднання «Батьківщина».

## Життєпис
Народилася 13 лютого 1976 року в місті Ананьїв Одеської області. Мати працювала в школі, батько на електростанції, брав участь у миротворчій місії в колишній Югославії.
У 1993 році вступає на історичний факультет Національного педагогічного університету імені М. П. Драгоманова.
Депутатка Київської міської ради 5 скликань (2006,2008,2014,2015,2020 р).
З 1998 по 1999 рік працювала консультанткою аналітичного відділу ТОВ «Юридична міжнародна служба».
з 2001 року по теперішній час — працює викладачкою у провідних ЗВО України.
З 1999 по 2000 рік працювала помічницею-консультанткою народного депутата України. З 2001 по 2005 рік — асистентка кафедри загальної історії Національного педагогічного університету імені М. П. Драгоманова. 2005 р. — заступниця директора з корпоративних питань товариства з обмеженою відповідальністю «Юридичний центр „Еквітас“». З 2006 по 2010 рік — директор Київського центру освітньо-культурного розвитку.
З 2008 року радниця Київського міського голови Леоніда Черновецького з забезпечення рівних прав та можливостей жінок та чоловіків.
З червня 2011-го — лідерка депутатської групи «Соціальна справедливість» у Київській міській раді. Голова постійної комісії Київради з питань охорони здоров'я та соціального захисту.
Завідувачка кафедри міжнародної економіки Київського університету імені Бориса Грінченка.

## Освіта
У 1998 році закінчила Національний педагогічний університет ім. М. П. Драгоманова, отримавши кваліфікацію «Вчитель правознавства та історії» і спеціальність «Всесвітня історія».
У 2012 році закінчила Національну академію державного управління при Президентові України, отримавши кваліфікацію магістра державного управління та спеціальність «Регіональне врядування».
У 2016 році Алла Шлапак закінчила аспірантуру Київського національного економічного університету ім. Вадима Гетьмана.
У 2020 році закінчила докторантуру Київського національного економічного університету ім. Вадима Гетьмана.

## Громадська робота
Займатися громадською діяльністю розпочала у студентські роки — з 1993 р.
Брала участь в обговоренні прєекту Конституції як представниця студентської молоді, а також у масових акціях з захисту прав студентів. Була учасницею робочої групи віце-прем'єр -міністра України з політико-правових питань і членкинею Асоціації молодих українських політиків та політологів.
Авторка ідеї створення громадського руху «Соціальна справедливість» (2007).
З 2012 року у Києві запрацювала офіційно зареєстрована Громадська організація "Соціальна справедливість «Совість». За роки роботи ГО було успішно реалізовано сотні проєктів у соціальній та гуманітарних сферах.
3 2012 по теперішній час — членкиня міжнародної громадської організації зі статусом учасника діяльності Ради Європи «Міжнародна Антитерористична Єдність».

## Політична діяльність
Протягом 12 років представляє інтереси киян-мешканців Печерського району у Київській міській раді, організувала системну роботу з дорученням виборців.
В 2006 році очолювала постійну комісію з гуманітарних питань — освіта, медицина, наука, культура, спорт.
В 2011 році — створила і очолила депутатську групу в Київраді «Соціальна справедливість». У 2014 році — депутатка Київської міської ради VII скликання (позафракційна). Балотувалася у форматі самовисування і була обрана від столичного округу № 35 (Печерський район). З 25 жовтня 2015 року — депутатка Київської міської ради VIII скликання. Балотувалася і була обрана за 74-м виборчим округом Печерського району столиці.
З 1 грудня 2015 року — членкиня постійної комісії Київради з питань бюджету та соціально-економічного розвитку.
Як депутатка Київради є авторкою ідей, що були покладені в основу загальноміських програм впровадження муніципальних надбавок до пенсій і зарплат медиків й педагогів, «Турбота», «Мій дім — моє подвір'я» та ін. Відома активною роботою громадської приймальні і ефективним виконанням доручень виборців.
З 2011 — липень 2020 року — лідерка політичної партії «Соціальна справедливість».

## Парламентські вибори 2019
11 червня 2019 року з'їзд Всеукраїнської політичної партії «Соціальна справедливість», яку очолює Алла Шлапак, висунув виборчий список із 158 кандидатів у народні депутати для участі на позачергових виборах до Верховної Ради на пропорційній основі і 6 на мажоритарних округах.
За результатами підрахунку голосів, партія «Соціальна справедливість» отримала 0,10 % голосів. Партія не подолала прохідний 5-відсотковий бар'єр і не пройшла до парламенту.

## Наукова діяльність
У 2004 році закінчила аспірантуру університету ім. М. П. Драгоманова за спеціальністю «Всесвітня історія».
З 2001 по 2005 рік — асистентка кафедри загальної історії Національного педагогічного університету імені М. П. Драгоманова.
З 2013—2016 — старша викладачка кафедри всесвітньої історії Київського університету імені Бориса Грінченка.
У 2016 році захистила дисертацію на здобуття вченого ступеня кандидата економічних наук на тему «Глобалізаційна диверсифікація фінансових ринків країн Південно-Східної Азії».
З 2016 року — доцентка кафедри міжнародного обліку і аудиту.
З 2018 року — обіймає посаду професора, заступниці завідувача кафедри міжнародного обліку і аудиту Київського національного економічного університету ім. Вадима Гетьмана.
З 2019 року — доцентка кафедри освітнього лідерства Інституту післядипломної освіти Київського університету імені Бориса Грінченка.
У 2020 році закінчила докторантуру Київського національного економічного університету ім. Вадима Гетьмана. Тема дисертації на здобуття наукового ступеня доктора економічних наук «Глобальне конкурентне лідерство США: Нова парадигма і стратегічні пріоритети».
Авторка монографії «Конкурентне лідерство США: глобальна парадигма і стратегічні пріоритети».
Співавторка монографії «Фінансові ринки Південно-Східної Азії: Диверсифікаційна панорама».
Авторка підручника «Хронологічні таблиці з Нової історії країн Азії та Африки XVI ст. — поч. XX ст.», авторка понад 100 праць наукового характеру.

## Скандал з демонтажем радянського літака
27.03.2023 року опублікувала на своїй сторінці в Фейсбуці повідомлення про демонтаж стели та встановленого на ній літака МіГ-17 (біля київської школи № 5) з коментарем: 
«Територія 5-ї школи остаточно декомунізована. Літак, який дратував усіх і кожного відправлено за руським кораблем» 
Текст супроводжувався фотографіями процесу демонтажу, з яких було видно, що після зняття літака зі стели, його було розпиляно на частини.
На думку деяких критиків, літак мали як експонат передати до Державного музею авіації. Лунали порівняння з подібним пам'ятником в Бахмуті, який став одним з символів стійкості міста.

Слова Алли Шлапак про те, що вона зверталася до Державного музею авіації, музей спростував:
Відповідаючи на чисельні звернення від фанів, журналістів та просто небайдужих громадян, повідомляємо:
Демонтований та порізаний на території  школи № 5  пам'ятник-літак МіГ-17 представляє собою історичну цінність.
За давньої радянською традицією багато літаків відповідного періоду просто відправлялись на металобрухт, тому до сьогодення дожили одиниці і саме у вигляди пам'ятників.
Хочемо спростувати недостовірну інформацію, щодо начебто «відмови» від нього Музеєм, яка шириться у ЗМІ та соцмережах. На жаль, до нашого Музею не було жодних звернень. Про демонтаж та порізку літака ми дізнались від нашого фана зранку у понеділок 27 березня.
Наголошуємо, ми завжди раді будь яким авіаційним артефактам, а тим більше цілим літакам. Такі пам'ятники, навіть у порізаному стані, є одним з останніх джерел комплектуючих для реставрації літаків в нашій колекції.
Наразі, інформації про подальшу судьбу рештків літака ми не маємо. Пишемо запроси, шукаємо відповідальних та сподіваємось на підтримку громадськості.
Ми будемо раді отримати демонтований літак навіть у тому стані в якому він перебуває.  
Через кілька днів після скандалу допис про демонтаж літака Алла Шлапак зі своєї сторінки видалила.

## Родина
Неодружена, 1994 року народила сина (медик за освітою).

## Нагороди
- Лауреатка Всеукраїнської премії «Жінка III тисячоліття» в номінації «Рейтинг» (2009)[10].
- Нагороджена «Почесною відзнакою» Товариства Червоного Хреста України.